# نوناتاک

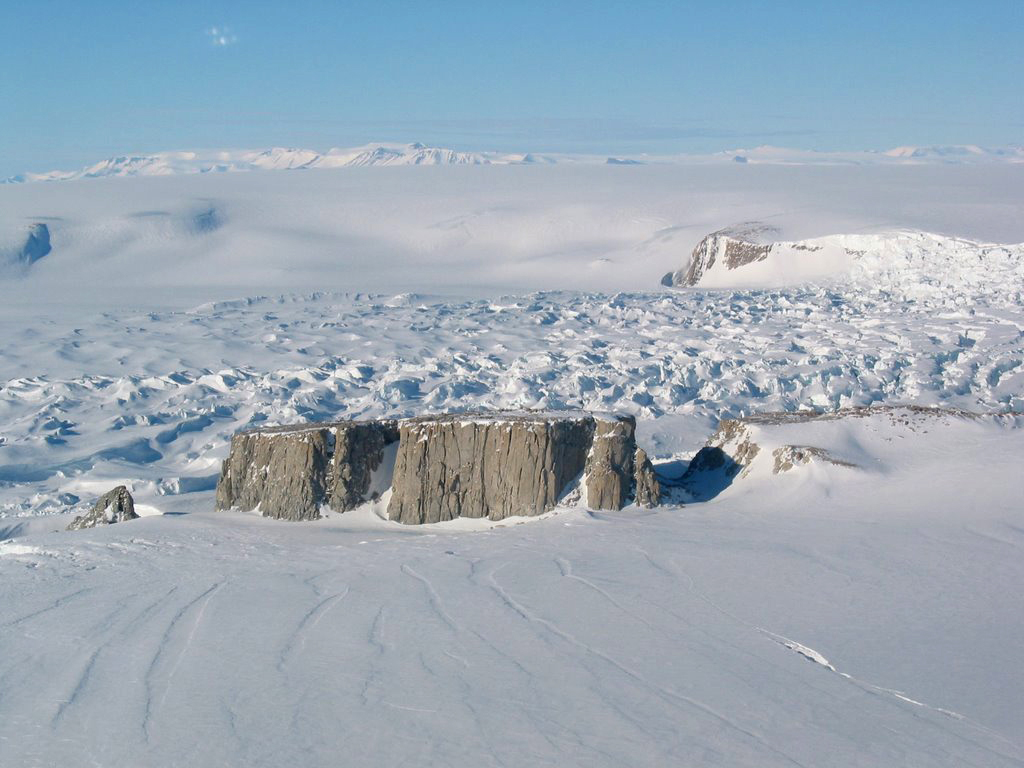
نیونتک استار در سواحل ویکتوریالند قطب جنوب

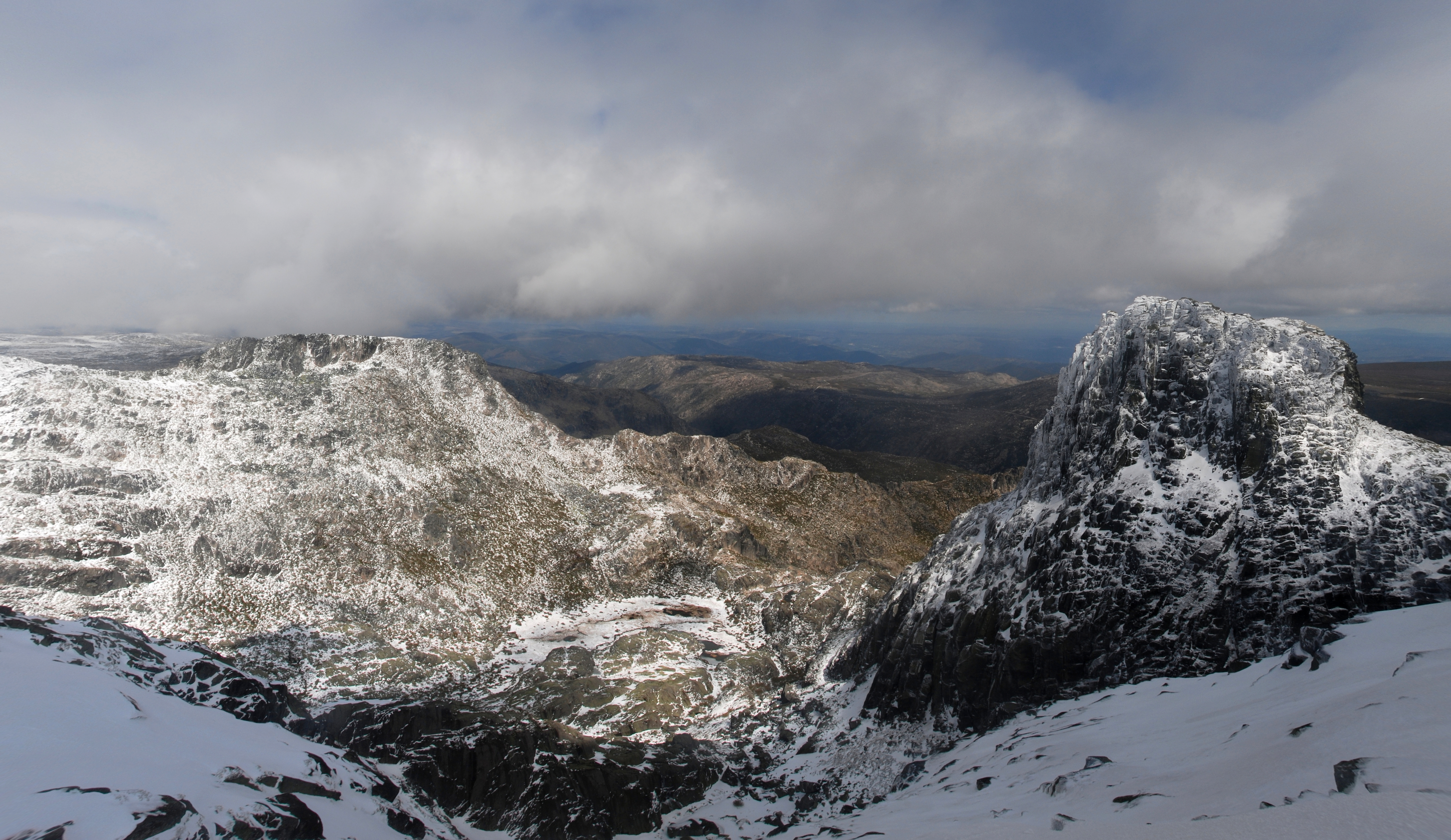
یک نیونتک که در طول آخرین دوره یخبندان تشکیل شده و در حال حاضر در معرض دید است، کانتارو ماگرو، سرا دا استرلا، پرتغال.

نیونِتِک (انگلیسی: Nunatak) یک جسم اغلب سنگی در دشتی یخ‌زده یا یخچالی طبیعی است که از بالای خط الراس، کوه، یا قله پوشیده شده با یخ یا برف بیرون زده یا در لبه آن قرار دارد و در معرض دید است. به آن همچنین جزایر یخچالی نیز می‌گویند.
واژه نیونتک از ریشه زبان گرینلندی اخذ شده و از دهه ۱۸۷۰ در زبان انگلیسی بکار رفته‌است.